# Acacia catenulata
Acacia catenulata — вид квіткових рослин з родини бобових. Ареал: Австралія (Північна територія, Квінсленд, Західна Австралія).

## Екологія
Росте у неглибоких ґрунтах.

## Біоморфологічна характеристика
Це дерево зазвичай виростає до 15 метрів у висоту з темним глибоко рифленим стовбуром, з численними короткими горизонтальними гілками та незграбними гілочками з темнішими молодими порослями, які мають розсип коротких волосків. Вічнозелені плоскі прямі філодії голі, 3–9.5 см × 3–12 мм, дрібно смугасті поздовжньо з більш помітною середньою жилкою. Під час цвітіння утворює прості суцвіття, які з'являються поодиноко або парами в пазухах з циліндричними квітконосами завдовжки від 10 до 30 мм. Квітки жовті. Стручки досить прямі, 8 см × 4–6 мм, голі і поздовжньо зморшкуваті. Поздовжньо розташоване довгасте насіння 4–5 × 2–2.5 мм.